# Falcons de Bron-Villeurbanne
I Falcons de Bron-Villeurbanne sono una squadra di football americano di Bron, in Francia; hanno vinto un Casque d'Or (torneo di seconda divisione) e due Casque d'Argent (torneo di terza divisione).

## Dettaglio stagioni

### Tornei nazionali

#### Campionato

##### Division Elite
| Stagione | regular season | regular season | regular season | regular season | regular season | regular season | playoff | playoff | playoff | playoff | playoff | playoff   | playoff    |
|          | Vin            | Par            | Per            | Tot            | PF             | PS             | Vin     | Per     | Tot     | PF      | PS      | risultato | avversaria |
| -------- | -------------- | -------------- | -------------- | -------------- | -------------- | -------------- | ------- | ------- | ------- | ------- | ------- | --------- | ---------- |
| 2017     | 4              | 0              | 6              | 10             | 216            | 286            | -       | -       | -       | -       | -       | -         | -          |
| 2018     | 1              | 0              | 9              | 10             | 119            | 392            | -       | -       | -       | -       | -       | -         | -          |
| 2019     | 0              | 0              | 10             | 10             | 58             | 366            | -       | -       | -       | -       | -       | -         | -          |
| Totale   | 5              | 0              | 25             | 30             | 393            | 1044           | -       | -       | -       | -       | -       |           |            |

Fonti: Enciclopedia del Football - A cura di Roberto Mezzetti

## Palmarès
- 1 Casque d'Or (2016)
- 2 Casque d'Argent (1996, 2013)
- 1 Campionato regionale Rhône-Alpes junior (1996)
- 3 Campionati regionali Rhône-Alpes cadetti (1996, 1997, 2011)
- Campionato francese junior (Finalista en 1999)